# کارل راوچ
کارل راوچ (انگلیسی: Karl Ravech؛ زادهٔ ۱۹ ژانویهٔ ۱۹۶۵) روزنامه‌نگار اهل ایالات متحده آمریکا است.
او مجری برنامه ای‌اس‌پی‌ان بوده است.